# Liste der Baudenkmale in Potsdam/F
Dieser Teil der Liste beinhaltet die Denkmale in Potsdam, die sich in Straßen befinden, die mit F beginnen. Der Stand der Liste ist der 31. Dezember 2020.

## Legende
In den Spalten befinden sich folgende Informationen:
- ID-Nr.: Die Nummer wird vom Brandenburgischen Landesamt für Denkmalpflege vergeben. Ein Link hinter der Nummer führt zum Eintrag über das Denkmal in der Denkmaldatenbank. In dieser Spalte kann sich zusätzlich das Wort Wikidata befinden, der entsprechende Link führt zu Angaben zu diesem Denkmal bei Wikidata.
- Lage: die Adresse des Denkmales und die geographischen Koordinaten. Link zu einem Kartenansichtstool, um Koordinaten zu setzen. In der Kartenansicht sind Denkmale ohne Koordinaten mit einem roten beziehungsweise orangen Marker dargestellt und können in der Karte gesetzt werden. Denkmale ohne Bild sind mit einem blauen bzw. roten Marker gekennzeichnet, Denkmale mit Bild mit einem grünen beziehungsweise orangen Marker.
- Bezeichnung: Bezeichnung in den offiziellen Listen des Brandenburgischen Landesamtes für Denkmalpflege. Ein Link hinter der Bezeichnung führt zum Wikipedia-Artikel über das Denkmal.
- Beschreibung: die Beschreibung des Denkmales
- Bild: ein Bild des Denkmales und gegebenenfalls einen Link zu weiteren Fotos des Baudenkmals im Medienarchiv Wikimedia Commons

## Baudenkmale
| ID-Nr.   | Lage | Bezeichnung | Beschreibung | Bild |
| -------- | --- | --- | --- | --- |
| 09156133 | Nedlitz Fahrländer Damm 9 (Lage)                                                                                 | Landhaus Dr. Heymann mit Garten | 1930/31 im englischen Landhausstil erbaute Klinkervilla, Architekt John Archibald Campbell, Garten von Foerster/Mattern/Hammerbacher. | Landhaus Dr. Heymann mit Garten |
| 09157825 | Brandenburger Vorstadt Feuerbachstraße 36 (Lage)                                                                 | Mietwohnhaus | | [[Vorlage:Bilderwunsch/code!/C:52.39694,13.04046!/D:Brandenburger Vorstadt Feuerbachstraße 36, Mietwohnhaus!/\|BW]] |
| 09156134 | Brandenburger Vorstadt Feuerbachstraße 37 (Lage)                                                                 | Mietwohnhaus | | Mietwohnhaus |
| 09156616 | Brandenburger Vorstadt Feuerbachstraße 41 (Lage)                                                                 | Mietwohnhaus mit Vorgarten und Einfriedung | | Mietwohnhaus mit Vorgarten und Einfriedung |
| 09155835 | Brandenburger Vorstadt Feuerbachstraße 42 (Lage)                                                                 | Mietwohnhaus mit Vorgarten und Einfriedung | | Mietwohnhaus mit Vorgarten und Einfriedung |
| 09156617 | Templiner Vorstadt Finkenweg 6a–c (Lage)                                                                         | Wohnhaus Rechholtz (Nr. 6a) mit Gartenanlage und Einfriedung (Nr. 6a–c) | | [[Vorlage:Bilderwunsch/code!/C:52.38613,13.058006!/D:Templiner Vorstadt Finkenweg 6a–c, Wohnhaus Rechholtz (Nr. 6a) mit Gartenanlage und Einfriedung (Nr. 6a–c)!/\|BW]] |
| 09156096 | Bornim Florastraße 53 (Lage)                                                                                     | Wohnhaus des Gartenarchitekten Hermann Mattern mit Wandbild, Gartenanlage und Einfriedung | Das Wohnhaus wurde 1934 nach Plänen Hans Scharouns errichtet. Im Inneren befindet sich ein Wandbild von Oskar Schlemmer. | [[Vorlage:Bilderwunsch/code!/C:52.422778,13.014603!/D:Bornim Florastraße 53, Wohnhaus des Gartenarchitekten Hermann Mattern mit Wandbild, Gartenanlage und Einfriedung!/\|BW]] |
| 09155818 | Potsdam West Forststraße 3-40, Gontardstraße 1-38, 125-161, Im Boden 15, 15a-c, Schlüterstraße 1, 3, 5, 7 (Lage) | Siedlung des Beamten-Wohnungs-Vereins zu Potsdam | | [[Vorlage:Bilderwunsch/code!/C:52.386958,13.01316!/D:Potsdam West Forststraße 3-40, Gontardstraße 1-38, 125-161, Im Boden 15, 15a-c, Schlüterstraße 1, 3, 5, 7, Siedlung des Beamten-Wohnungs-Vereins zu Potsdam!/\|BW]] |
| 09156106 | Nördliche Innenstadt Freundschaftsinsel (Lage)                                                                   | Freundschaftsinsel, Schau- und Lehrgarten für winterharte Stauden mit Ausstellungspavillon, Inselcafé und zahlreichen Plastiken | Auf der Havelinsel befinden sich Schau- und Lehrgärten, die von 1937 bis 1940 von Karl Foerster und Hermann Mattern angelegt wurden. In der Gartenlandschaft gibt es mehr als 1000 verschiedene Stauden- und über 250 Schwertliliensorten in einem Wassergarten. | Freundschaftsinsel, Schau- und Lehrgarten für winterharte Stauden mit Ausstellungspavillon, Inselcafé und zahlreichen Plastiken |
| 09156832 | Nördliche Innenstadt Friedrich-Ebert-Straße (Lage)                                                               | Straßenzug in der II. Barocken Stadterweiterung | | Straßenzug in der II. Barocken Stadterweiterung |
| 09155736 | Nauener Vorstadt Friedrich-Ebert-Straße (Lage)                                                                   | Straßenzug zwischen Nauener Tor und Behlertstraße | | [[Vorlage:Bilderwunsch/code!/C:52.404638,13.058022!/D:Nauener Vorstadt Friedrich-Ebert-Straße, Straßenzug zwischen Nauener Tor und Behlertstraße!/\|BW]] |
| 09155233 | Nördliche Innenstadt Friedrich-Ebert-Straße (Lage)                                                               | Nauener Tor | Das Stadttor wurde 1754/55 erbaut und ist eines der ersten Beispiele der von England beeinflussten Neogotik auf dem europäischen Kontinent. | weitere Bilder |
| 09155225 | Nördliche Innenstadt Friedrich-Ebert-Straße (Lage)                                                               | Fragmente der „Ringer-Kolonnade“ | Die Ringerkolonnade entstand 1745/46 nach dem Entwurf von Georg Wenzeslaus von Knobelsdorff und verband ursprünglich den westlichen Seitenflügel des Stadtschlosses mit dem Marstall. Die Bildhauer Johann August Nahl, Friedrich Christian Glume und Georg Franz Ebenhech schufen einzelne Figuren und Gruppen mit Fechtern, Ringern und Schleuderern. Von Nahl stammen zudem die Vasen und Putten auf der Balustrade. | Fragmente der „Ringer-Kolonnade“ |
| 09156146 | Nördliche Innenstadt Friedrich-Ebert-Straße (Lage)                                                               | Figurenschmuck und Spolien des Stadtschlosses | Die betreffenden Fragmente wurden in das wiederaufgebaute Potsdamer Stadtschloss integriert. | Figurenschmuck und Spolien des Stadtschlosses |
| 09155356 | Nördliche Innenstadt Friedrich-Ebert-Straße 10 (Lage)                                                            | Wohn- und Geschäftshaus | | Wohn- und Geschäftshaus |
| 09155357 | Nördliche Innenstadt Friedrich-Ebert-Straße 11 (Lage)                                                            | Barockes Typenhaus | | Barockes Typenhaus |
| 09155358 | Nördliche Innenstadt Friedrich-Ebert-Straße 12 (Lage)                                                            | Barockes Typenhaus | | Barockes Typenhaus |
| 09155359 | Nördliche Innenstadt Friedrich-Ebert-Straße 13 (Lage)                                                            | Barockes Typenhaus, aufgestockt | | Barockes Typenhaus, aufgestockt |
| 09155360 | Nördliche Innenstadt Friedrich-Ebert-Straße 14 (Lage)                                                            | Barockes Typenhaus | | Barockes Typenhaus |
| 09155361 | Nördliche Innenstadt Friedrich-Ebert-Straße 15 (Lage)                                                            | Barockes Typenhaus | | Barockes Typenhaus |
| 09155362 | Nördliche Innenstadt Friedrich-Ebert-Straße 16 (Lage)                                                            | Barockes Typenhaus | | Barockes Typenhaus |
| 09155240 | Nördliche Innenstadt Friedrich-Ebert-Straße 17 (Lage)                                                            | Große Stadtschule mit Gedenktafel für Heinrich von Kleist | | Große Stadtschule mit Gedenktafel für Heinrich von Kleist |
| 09155363 | Nördliche Innenstadt Friedrich-Ebert-Straße 18 (Lage)                                                            | Barockes Typenhaus, aufgestockt | | Barockes Typenhaus, aufgestockt |
| 09155609 | Nördliche Innenstadt Friedrich-Ebert-Straße 20 (Lage)                                                            | Barockes Typenhaus | | Barockes Typenhaus |
| 09155610 | Nördliche Innenstadt Friedrich-Ebert-Straße 21 (Lage)                                                            | Barockes Typenhaus, ohne Seitenflügel | | Barockes Typenhaus, ohne Seitenflügel |
| 09155611 | Nördliche Innenstadt Friedrich-Ebert-Straße 22 (Lage)                                                            | Barockes Typenhaus | | Barockes Typenhaus |
| 09155612 | Nördliche Innenstadt Friedrich-Ebert-Straße 23 (Lage)                                                            | Barockes Typenhaus | | Barockes Typenhaus |
| 09155613 | Nördliche Innenstadt Friedrich-Ebert-Straße 24 (Lage)                                                            | Barockes Typenhaus, ohne Seitenflügel | | Barockes Typenhaus, ohne Seitenflügel |
| 09155614 | Nördliche Innenstadt Friedrich-Ebert-Straße 25 (Lage)                                                            | Barockes Typenhaus | | Barockes Typenhaus |
| 09155615 | Nördliche Innenstadt Friedrich-Ebert-Straße 26 (Lage)                                                            | Barockes Typenhaus, ohne Seitenflügel und Quergebäude | | Barockes Typenhaus, ohne Seitenflügel und Quergebäude |
| 09155616 | Nördliche Innenstadt Friedrich-Ebert-Straße 27 (Lage)                                                            | Barockes Typenhaus | | Barockes Typenhaus |
| 09155617 | Nördliche Innenstadt Friedrich-Ebert-Straße 28 (Lage)                                                            | Barockes Typenhaus | | Barockes Typenhaus |
| 09155618 | Nördliche Innenstadt Friedrich-Ebert-Straße 29 (Lage)                                                            | Barockes Typenhaus, ohne rechten Seitenflügel | | Barockes Typenhaus, ohne rechten Seitenflügel |
| 09155619 | Nördliche Innenstadt Friedrich-Ebert-Straße 30 (Lage)                                                            | Barockes Typenhaus, ohne Seitenflügel | | Barockes Typenhaus, ohne Seitenflügel |
| 09155620 | Nördliche Innenstadt Friedrich-Ebert-Straße 31 (Lage)                                                            | Barockes Typenhaus | | Barockes Typenhaus |
| 09155747 | Nauener Vorstadt Friedrich-Ebert-Straße 32 (Lage)                                                                | Versicherungsgebäude, heute Landgericht | | Versicherungsgebäude, heute Landgericht |
| 09156797 | Nauener Vorstadt Friedrich-Ebert-Straße 33, 34 (Lage)                                                            | Zwei Wohnhäuser mit Nebengebäuden | | Zwei Wohnhäuser mit Nebengebäuden |
| 09156135 | Nauener Vorstadt Friedrich-Ebert-Straße 35 (Lage)                                                                | Mietwohnhaus | | Mietwohnhaus |
| 09156274 | Nauener Vorstadt Friedrich-Ebert-Straße 36 (Lage)                                                                | Mietwohnhaus mit Fabrik und Nebengebäuden | | Mietwohnhaus mit Fabrik und Nebengebäuden |
| 09155748 | Nauener Vorstadt Friedrich-Ebert-Straße 37 (Lage)                                                                | Villa Bier | Bauherr: Bier, Rentier Baujahr: 1874–1876 Architekt: Reinhold Persius Ausführung: Friedrich August Hasenheyer, Hofmaurermeister | Villa Bier |
| 09157098 | Nauener Vorstadt Friedrich-Ebert-Straße 38–39 (Lage)                                                             | Mietwohnhaus | | Mietwohnhaus |
| 09155749 | Nauener Vorstadt Friedrich-Ebert-Straße 50 (Lage)                                                                | Mietwohnhaus | | Mietwohnhaus |
| 09156571 | Nauener Vorstadt Friedrich-Ebert-Straße 52 (Lage)                                                                | Mietwohnhaus | | Mietwohnhaus |
| 09157360 | Nauener Vorstadt Friedrich-Ebert-Straße 58 (Lage)                                                                | Wohnhaus mit Garten und Einfriedung | | Wohnhaus mit Garten und Einfriedung |
| 09155750 | Nauener Vorstadt Friedrich-Ebert-Straße 59 (Lage)                                                                | Mietwohnhaus | | Mietwohnhaus |
| 09156997 | Nauener Vorstadt Friedrich-Ebert-Straße 60 (Lage)                                                                | Mietwohnhaus mit Remise | | Mietwohnhaus mit Remise |
| 09155751 | Nauener Vorstadt Friedrich-Ebert-Straße 61 (Lage)                                                                | Villa | | Villa |
| 09155752 | Nauener Vorstadt Friedrich-Ebert-Straße 62 (Lage)                                                                | Villa | | Villa |
| 09155753 | Nauener Vorstadt Friedrich-Ebert-Straße 63 (Lage)                                                                | Villa Arndt | Bauherr: Karl Maximilian Arndt, Königlicher Kammerdiener Baujahr: 1860/61 Architekt: wahrscheinlich Ferdinand von Arnim Ausführung: wahrscheinlich August Ernst Petzholtz | Villa Arndt |
| 09155754 | Nauener Vorstadt Friedrich-Ebert-Straße 67 (Lage)                                                                | Villa Baumgart mit Garten | | Villa Baumgart mit Garten |
| 09155755 | Nauener Vorstadt Friedrich-Ebert-Straße 68 (Lage)                                                                | Bürgerliches Wohnhaus | | Bürgerliches Wohnhaus |
| 09155756 | Nauener Vorstadt Friedrich-Ebert-Straße 79-81 (Lage)                                                             | Regierungsgebäude der Provinz Brandenburg mit Einfriedung | Bei dem Bauwerk handelte es sich ursprünglich korrekterweise um das Regierungsgebäude des Regierungsbezirks Potsdam (Provinz Brandenburg). Unter der Bezeichnung Stadthaus dient es heute als Rathaus der Stadt Potsdam. | Regierungsgebäude der Provinz Brandenburg mit Einfriedung |
| 09155757 | Nauener Vorstadt Friedrich-Ebert-Straße 82 (Lage)                                                                | Villa | | Villa |
| 09155364 | Nördliche Innenstadt Friedrich-Ebert-Straße 84 (Lage)                                                            | Wohn- und Geschäftshaus | | Wohn- und Geschäftshaus |
| 09155365 | Nördliche Innenstadt Friedrich-Ebert-Straße 85 (Lage)                                                            | Barockes Typenhaus | | Barockes Typenhaus |
| 09155366 | Nördliche Innenstadt Friedrich-Ebert-Straße 86 (Lage)                                                            | Barockes Typenhaus | | Barockes Typenhaus |
| 09155367 | Nördliche Innenstadt Friedrich-Ebert-Straße 87 (Lage)                                                            | Barockes Typenhaus, einschließlich der gesamten Hofbebauung | | Barockes Typenhaus, einschließlich der gesamten Hofbebauung |
| 09155368 | Nördliche Innenstadt Friedrich-Ebert-Straße 88 (Lage)                                                            | Barockes Typenhaus, aufgestockt | | Barockes Typenhaus, aufgestockt |
| 09155369 | Nördliche Innenstadt Friedrich-Ebert-Straße 89 (Lage)                                                            | Barockes Typenhaus einschließlich des rechten und des linken Seitenflügels | | Barockes Typenhaus einschließlich des rechten und des linken Seitenflügels |
| 09155370 | Nördliche Innenstadt Friedrich-Ebert-Straße 90 (Lage)                                                            | Barockes Typenhaus | | Barockes Typenhaus |
| 09155371 | Nördliche Innenstadt Friedrich-Ebert-Straße 91 (Lage)                                                            | Barockes Typenhaus, aufgestockt | | Barockes Typenhaus, aufgestockt |
| 09155372 | Nördliche Innenstadt Friedrich-Ebert-Straße 92 (Lage)                                                            | Barockes Typenhaus | | Barockes Typenhaus |
| 09155373 | Nördliche Innenstadt Friedrich-Ebert-Straße 93 (Lage)                                                            | Barockes Typenhaus | | Barockes Typenhaus |
| 09155042 | Nördliche Innenstadt Friedrich-Ebert-Straße 94 (Lage)                                                            | Barockes Typenhaus | | Barockes Typenhaus |
| 09155375 | Nördliche Innenstadt Friedrich-Ebert-Straße 95 (Lage)                                                            | Barockes Typenhaus | | Barockes Typenhaus |
| 09155376 | Nördliche Innenstadt Friedrich-Ebert-Straße 96 (Lage)                                                            | Barockes Typenhaus, aufgestockt | | Barockes Typenhaus, aufgestockt |
| 09155377 | Nördliche Innenstadt Friedrich-Ebert-Straße 97 (Lage)                                                            | Barockes Typenhaus | | Barockes Typenhaus |
| 09155378 | Nördliche Innenstadt Friedrich-Ebert-Straße 98 (Lage)                                                            | Wohn- und Geschäftshaus | | Wohn- und Geschäftshaus |
| 09155379 | Nördliche Innenstadt Friedrich-Ebert-Straße 99 (Lage)                                                            | Barockes Typenhaus | | Barockes Typenhaus |
| 09155380 | Nördliche Innenstadt Friedrich-Ebert-Straße 100 (Lage)                                                           | Barockes Typenhaus | | Barockes Typenhaus |
| 09155381 | Nördliche Innenstadt Friedrich-Ebert-Straße 101 (Lage)                                                           | Barockes Typenhaus | | Barockes Typenhaus |
| 09155382 | Nördliche Innenstadt Friedrich-Ebert-Straße 102 (Lage)                                                           | Barockes Typenhaus | | Barockes Typenhaus |
| 09155054 | Nördliche Innenstadt Friedrich-Ebert-Straße 108 (Lage)                                                           | Bürgerliches Wohnhaus | | [[Vorlage:Bilderwunsch/code!/C:52.398981,13.05758!/D:Nördliche Innenstadt Friedrich-Ebert-Straße 108, Bürgerliches Wohnhaus!/\|BW]] |
| 09155055 | Nördliche Innenstadt Friedrich-Ebert-Straße 109 (Lage)                                                           | Bürgerliches Wohnhaus | | [[Vorlage:Bilderwunsch/code!/C:52.39875963,13.0576238!/D:Nördliche Innenstadt Friedrich-Ebert-Straße 109, Bürgerliches Wohnhaus!/\|BW]] |
| 09155056 | Nördliche Innenstadt Friedrich-Ebert-Straße 110 (Lage)                                                           | Bürgerliches Wohnhaus | | [[Vorlage:Bilderwunsch/code!/C:52.398729,13.057615!/D:Nördliche Innenstadt Friedrich-Ebert-Straße 110, Bürgerliches Wohnhaus!/\|BW]] |
| 09155057 | Nördliche Innenstadt Friedrich-Ebert-Straße 111 (Lage)                                                           | Bürgerliches Wohnhaus | | [[Vorlage:Bilderwunsch/code!/C:52.39862215,13.05765063!/D:Nördliche Innenstadt Friedrich-Ebert-Straße 111, Bürgerliches Wohnhaus!/\|BW]] |
| 09155058 | Nördliche Innenstadt Friedrich-Ebert-Straße 112 (Lage)                                                           | Bürgerliches Wohnhaus | Baujahr: 1765 (1783 aus statischen Gründen erneuert) Baumeister: Carl von Gontard | Bürgerliches Wohnhaus |
| 09155059 | Nördliche Innenstadt Friedrich-Ebert-Straße 113 (Lage)                                                           | Bürgerliches Wohnhaus | Baujahr: 1765 (1783 aus statischen Gründen erneuert) Baumeister: Carl von Gontard | Bürgerliches Wohnhaus |
| 09155060 | Nördliche Innenstadt Friedrich-Ebert-Straße 114 (Lage)                                                           | Bürgerliches Wohnhaus | Baujahr: 1765 (1783 aus statischen Gründen erneuert) Baumeister: Carl von Gontard | Bürgerliches Wohnhaus |
| 09157078 | Nördliche Innenstadt Friedrich-Ebert-Straße 115 (Lage)                                                           | Vier allegorische Skulpturen (derzeit Lennéstraße 10) | Die Skulpturen standen vor dem Abbruch des im Zweiten Weltkrieg schwer beschädigten Gebäudes auf der Attika der Alten Post, die 1783 an dieser Stelle erbaut wurde. | [[Vorlage:Bilderwunsch/code!/C:52.397568,13.057937!/D:Nördliche Innenstadt Friedrich-Ebert-Straße 115, Vier allegorische Skulpturen (derzeit Lennéstraße 10)!/\|BW]] |
| 09155061 | Nördliche Innenstadt Friedrich-Ebert-Straße 117 (Lage)                                                           | Bürgerliches Wohnhaus | | Bürgerliches Wohnhaus |
| 09155062 | Nördliche Innenstadt Friedrich-Ebert-Straße 118 (Lage)                                                           | Bürgerliches Wohnhaus | | Bürgerliches Wohnhaus |
| 09155063 | Nördliche Innenstadt Friedrich-Ebert-Straße 119 (Lage)                                                           | Bürgerliches Wohnhaus | Baujahr: 1770 Baumeister: Carl von Gontard | Bürgerliches Wohnhaus |
| 09155064 | Nördliche Innenstadt Friedrich-Ebert-Straße 120 (Lage)                                                           | Bürgerliches Wohnhaus | Baujahr: 1770 Baumeister: Carl von Gontard | Bürgerliches Wohnhaus |
| 09155065 | Nördliche Innenstadt Friedrich-Ebert-Straße 121 (Lage)                                                           | Bürgerliches Wohnhaus | Baujahr: 1770 Baumeister: Carl von Gontard | Bürgerliches Wohnhaus |
| 09155066 | Nördliche Innenstadt Friedrich-Ebert-Straße 122 (Lage)                                                           | Bürgerliches Wohnhaus, „Acht-Ecken-Haus“, mit der Gedenktafel für Heinrich Heine | Acht Ecken war ursprünglich der Name der Potsdamer Straßenkreuzung Hohewegstraße (heutige Friedrich-Ebert-Straße)/Schwertfegerstraße. Das Ensemble aus vier Wohnhäusern wurde von 1771 bis 1773 von Carl von Gontard Spätbarockstil errichtet. Der Name leitete sich von der Gestaltung der vier Fassaden mit jeweils zwei Ecken her. Nur das Haus in der Friedrich-Ebert-Straße ist erhalten.                          | Bürgerliches Wohnhaus, „Acht-Ecken-Haus“, mit der Gedenktafel für Heinrich Heine |
| 09156724 | Teltower Vorstadt Friedrich-Engels-Straße 23 (Lage)                                                              | Verwaltungsgebäude der Elektrola-Werke, vormals Seidenweberei Michels & Cie | | Verwaltungsgebäude der Elektrola-Werke, vormals Seidenweberei Michels & Cie |
| 09156136 | Teltower Vorstadt Friedrich-Engels-Straße 70, 98, 99 (Lage)                                                      | Reste der Eisenbahnwerkstätte, Reichsbahnausbesserungswerk der Deutschen Reichsbahn mit Alter Halle, Wasserturm, Neuer Halle | | Reste der Eisenbahnwerkstätte, Reichsbahnausbesserungswerk der Deutschen Reichsbahn mit Alter Halle, Wasserturm, Neuer Halle |
| 09156618 | Babelsberg Nord Friedrich-List-Straße 8 (Lage)                                                                   | Villa des Fabrikanten Arntz | | [[Vorlage:Bilderwunsch/code!/C:52.391535,13.082795!/D:Babelsberg Nord Friedrich-List-Straße 8, Villa des Fabrikanten Arntz!/\|BW]] |
| 09156767 | Babelsberg Süd Fritz-Zubeil-Straße 96 (Lage)                                                                     | Historischer Straßenbahnfuhrpark der Verkehrsbetriebe Potsdam, bestehend aus Lindner Motorwagen (Umbau zum Loren-Arbeitswagen) Baujahr 1907, Gotha-Einheits-Triebwagen T2-62 Baujahr 1965, Gotha-Gelenk-Triebwagen G4-61 Baujahr 1967, Gotha-Einheits-Beiwagen B2-62 Baujahr 1965, Gotha-Einheits-Beiwagen B2-62 Baujahr 1969, Kurzgelenktriebwagen TATRA KT4D, Baujahr 1972 | | Historischer Straßenbahnfuhrpark der Verkehrsbetriebe Potsdam, bestehend aus Lindner Motorwagen (Umbau zum Loren-Arbeitswagen) Baujahr 1907, Gotha-Einheits-Triebwagen T2-62 Baujahr 1965, Gotha-Gelenk-Triebwagen G4-61 Baujahr 1967, Gotha-Einheits-Beiwagen B2-62 Baujahr 1965, Gotha-Einheits-Beiwagen B2-62 Baujahr 1969, Kurzgelenktriebwagen TATRA KT4D, Baujahr 1972 |
| 09156137 | Babelsberg Süd Fultonstraße 13 (Lage)                                                                            | Mietwohnhaus | | Mietwohnhaus |

## Ehemalige Baudenkmale
| ID-Nr. | Lage                                                   | Bezeichnung        | Beschreibung | Bild               |
| ------ | ------------------------------------------------------ | ------------------ | ------------ | ------------------ |
|        | Nördliche Innenstadt Friedrich-Ebert-Straße 94a (Lage) | Barockes Typenhaus |              | Barockes Typenhaus |